# Селецкая (деревня)
Селецкая — деревня в Шекснинском районе Вологодской области.
Входит в состав сельского поселения Чуровского, с точки зрения административно-территориального деления — в Чуровский сельсовет.
Расстояние по автодороге до районного центра Шексны — 12 км, до центра муниципального образования Чуровского — 3 км. Ближайшие населённые пункты — Ельцово, Федорово, Плещаково.
По переписи 2002 года население — 62 человека (34 мужчины, 28 женщин). Всё население — русские.